# 小野ヤスシ
小野 ヤスシ（おの ヤスシ、1940年〈昭和15年〉2月11日 - 2012年〈平成24年〉6月28日）は、日本のタレント、コメディアン、俳優、司会者、ミュージシャン。鳥取県境港市出身。自称「鳥取が生んだ天才“スーパースター”」。本名∶小野 泰。

## 人物
父親の仕事の関係で日本統治下の朝鮮元山市に生まれる。幼少の頃に日本に引き揚げてきた。鳥取県立境高等学校卒業、成城大学文芸学部中退。
「ザ・ドリフターズ」の初期のメンバーで、1960年「桜井輝夫とザ・ドリフターズ」とグループ名を変更後、正式に参加する。
1964年に、桜井輝夫の脱退後にリーダーの座を譲られた碇矢長一のワンマン体制に不満を持ち対立した。その小野に同調したドリフのメンバーだったジャイアント吉田・飯塚文雄・猪熊虎五郎と共に4人で脱退。これに祝勝（いわい まさる）を加え、コミックバンドである『ドンキーカルテット』を結成し、演芸ブームの追い風の中、人気を獲得する。
1970年、ブームの方も下火となり6年間活動を続けて来たドンキーカルテットは解散する。以降はタレントへ転身し、単独で活動した。バラエティ番組では司会やリポーター・ゲスト等に出演し、映画やテレビドラマではコミカルなバイプレーヤーとして活躍した。
バラエティ番組『スターどっきり（秘）報告』（フジテレビ）ではレポーターを務め、さらに司会を10年以上の長きに渡り担当する。同番組では『キャップ』と呼ばれ親しまれていた。
1995年7月、第17回参院選に自由民主党推薦の無所属で鳥取県選挙区から立候補したが落選。
自身を「鳥取県が生んだ自称スーパースター」と名乗っていた様に鳥取県への郷里愛は強く、1996年から毎年11月に出身地の境港市に著名落語家や芸能人を招いて『境みなと寄席』を開催し、自らも司会を務めるなどしていた。
2000年代以降はアサヒ緑健提供の青汁PRの為のトーク番組の司会や、旧知の仲で大親友の加藤茶・仲本工事と3人で結成したコミックバンド『加トちゃんバンド』での公演活動、PS2ソフト『ヘビーメタルサンダー』において「小野ヤスシ似」というキャラの声を担当し、ゲーム内の番組『重金属アワー』にて司会を行った。
2010年1月に腎盂腫瘍で右腎臓を全摘出。2010年3月に開いた自らの芸能生活50周年記念パーティーの席上で、これががんによる手術であることを公表していた。それ以降は治療に専念しつつ、体調を見ながら芸能活動を継続していたが、2012年6月28日午後10時24分、腎盂がんのため東京都世田谷区の病院で死去。72歳没。
小野の公の場での最後の仕事は、2012年3月1日に行われた長年の盟友の加藤茶の結婚披露パーティーでの司会であった。パーティー開始前は抗がん剤の副作用により吐き気が止まらず、薬の副作用の影響もあって髪も抜けるためかつらを着用し、歩行も思うように出来なかったので移動は車椅子でしか出来ないなど満身創痍であったが、パーティーが始まると自ら歩いて会場入りして3時間の司会をこなし、終了後の控え室で旧知の仲で大親友だった小野と加藤は互いに泣いて抱き合った。また自身は40年来の日本聖公会の信徒で、バルトロマイという洗礼名を持っていたことから葬儀はキリスト教式で営まれ、7月3日の告別式では加藤茶・高木ブー・仲本工事・平尾昌晃・ミッキー・カーチスなど長年の親交が深かった芸能仲間が参列。加藤と平尾、左とん平が弔辞を捧げた。

## 出演

### バラエティ番組
- スターどっきり㊙報告（フジテレビ）[8]
- 11PM（日本テレビ）[9]
- なるほど!ザ・ワールド（フジテレビ）
- クイズ!年の差なんて（フジテレビ）
- クイズところ変れば!?（テレビ東京）
- クイズとっても偉人伝（テレビ東京）
- ゲーム・史上最大の作戦（TBSテレビ）[10]
- 輝けTVKカラオケグランプリ（テレビ神奈川）
- チャレンジ!!カラオケステーション(サンテレビジョン)
- ぶらり途中下車の旅（日本テレビ）[11]
- 二重マル健康テレビ（東京MXテレビ・テレ玉・チバテレビ ほか、各地方テレビ局）

### スポーツ番組
- エキサイティング競馬 （関西テレビ） - 司会

### テレビドラマ
- 特別機動捜査隊 第787話「ある誘惑の秘密」（1976年、NET / 東映）- 草香唯志
- 伝七捕物帳 第137話「百叩き一両小判」（1977年、日本テレビ / ユニオン映画）- 愚鱈亭金楽
- 江戸の渦潮（1978年、CX / 東宝）- 文太
- 江戸の旋風シリーズ（CX / 東宝）
  - 同心部屋御用帳 江戸の旋風IV 第18話「おやえと恋人たち」（1979年）- 正吉
  - 同心部屋御用帳 新・江戸の旋風（1980年）
    - 第15話「夫婦団子」- 仙太
    - 第23話「源兵衛長屋に鶴が来た」- 熊吉
- 江戸の激斗（1979年、CX / 東宝） - 久六
- 風神の門（1980年、NHK総合）- 菊千代
- 江戸の朝焼け（1980年、CX / 東宝）- 捨三
- 振り袖御免 江戸芙蓉堂医館（1981年、CX / 東宝）- 金太
- 刑事ヨロシク 第3話「男はくらいよ」（1982年、TBSテレビ / KANOX）- 沢本先生
- 鬼平犯科帳 第3シリーズ 第13話「男の毒」（1982年、ANB / 東宝）- 直吉
- 月曜ワイド劇場「暴力少年」（1983年、朝日放送）
- うっかり夫人ちゃっかり夫人 （1983年、CX）
- 女盗賊忍び舞い（1983年、CX / 東宝）- 楽太郎
- 青春泥棒・徹と由紀子（1984年、TBSテレビ） - 伊沢伝
- 旅よ恋よ女たちよ（1985年1月5日、NHK総合） - 運転手
- 私鉄沿線97分署 第13話「行くぞ! マイウェイ!!」（1985年、ANB / 国際放映）
- 太陽にほえろ! 第679話「ホラ吹きの街」（1986年、NTV / 東宝）- 偽照山・崎田幸平
- 必殺スペシャル・秋 仕事人vs仕事人 徳川内閣大ゆれ! 主水にマドンナ（1989年、朝日放送 / 松竹）- 助六
- 十津川警部シリーズ（TBSテレビ  / テレパック）- 本多捜査一課長（2代目）
- 暴れん坊将軍V（1993年 - 1994年、ANB / 東映）- 安次郎
- 裸の大将 第73話「清とサクランボ娘」（1995年、KTV / 東阪企画） - 城山英一
- 壁ぎわ税務官 第3作（2003年、CX）- 軽米茂

### ラジオ番組
- 小野ヤスシの夕焼けとんび（1974年2月 - 1976年3月、文化放送）

### 映画
- 金田一耕助の冒険（1979年）
- 唐獅子株式会社（1983年）
- 夕ぐれ族（1984年）
- パンツの穴 花柄畑でインプット（1985年）
- 極道渡世の素敵な面々（1988年）
- 約束の地に咲く花（2007年）
- クローズ・ユア・マインド 馬熊横丁（2007年）
- 僕の彼女とその彼氏 Drop in Ghost（2007年）

### 人形劇
- 飛べ!孫悟空（巨カバ大王）

### 洋画吹き替え
- ブルース・ブラザース（ダン・エイクロイド） ※フジテレビ『ゴールデン洋画劇場』初回放映版

### CM
- 株式会社一ウ商事　食品スーパーマンボウ（ラジオCM）（北海道札幌市西区西野）
- 岩手互助センター 長安殿（2008年 - 、槙原寛己と共演）